# Soultz-les-Bains
Soultz-les-Bains – miejscowość i gmina we Francji, w regionie Grand Est, w departamencie Dolny Ren.
Według danych na rok 1990 gminę zamieszkiwały 654 osoby, a gęstość zaludnienia wynosiła 184 osób/km² (wśród 903 gmin Alzacji Soultz-les-Bains plasuje się na 381. miejscu pod względem liczby ludności, natomiast pod względem powierzchni na miejscu 584.).